# 平原街道 (达拉特旗)
平原街道，是中国内蒙古自治区鄂尔多斯市达拉特旗下辖的一个乡镇级行政单位。

## 行政区划
2011年，增设平原街道，辖原树林召镇锦园、新园、东源3个社区，辖区人口约1.2万人。
平原街道共辖以下地区：
锦园社区、新园社区和东源社区。